# Girolamo Prigione
Girolamo Prigione (Castellazzo Bormida, 12 de outubro de 1921 – Alexandria, 27 de maio de 2016) foi um diplomata e prelado italiano da Igreja Católica pertencente ao serviço diplomático da Santa Sé.

## Biografia
Em 18 de maio de 1944 recebeu a ordenação presbiteral pela diocese de Alessandria. Pouco depois foi nomeado vigário paroquial de Castelceriolo. Posteriormente, foi enviado a Roma para continuar seus estudos na Pontifícia Universidade Lateranense, onde se formou em filosofia e depois em direito canônico. Posteriormente ingressou na Pontifícia Academia Eclesiástica, instituto que forma diplomatas da Santa Sé. Entretanto, obteve também uma licenciatura em literatura pela Universidade de Roma "La Sapienza". Em 1951 foi nomeado primeiro secretário da nunciatura na Itália. Ele trabalhou com os futuros cardeais Francesco Borgongini-Duca e Giuseppe Fietta. Serviu na mesma função de 1957 a 1960 na delegação apostólica à Grã-Bretanha, então liderada pelo Monsenhor Gerald Patrick Aloysius O'Hara, e de 1960 a 1963 na delegação apostólica aos Estados Unidos, liderada pelo futuro Cardeal Luigi Raimondi. Posteriormente, foi transferido para a nunciatura de Viena e também trabalhou como representante da Santa Sé na Agência Internacional de Energia Atômica e nas diversas instituições internacionais sediadas na cidade.
Em 27 de agosto de 1968, o Papa Paulo VI nomeou-o arcebispo titular de Lauriacum e núncio apostólico na Guatemala e El Salvador. Recebeu a ordenação episcopal no dia 24 de novembro seguinte, na igreja de Santa Maria de Castellazzo Bormida, de Amleto Giovanni Cicognani, Cardeal Secretário de Estado, coadjuvado por Giovanni Benelli, substituto para Assuntos Gerais da Secretaria de Estado e o bispo de Alessandria, Giuseppe Almici.
Em 2 de outubro de 1973 foi nomeado delegado apostólico em Gana e na Nigéria. Em 1975 foi também nomeado núncio apostólico na Gâmbia e Serra Leoa. Em 28 de abril de 1976, com o estabelecimento de relações diplomáticas com a Nigéria, tornou-se pró-núncio apostólico naquele país.
Em 7 de fevereiro de 1978 foi nomeado delegado apostólico no México. A situação do país era muito particular: apesar de a maioria da população ser católica e praticante, tinha uma Constituição anticlerical rigorosa e não mantinha relações diplomáticas com a Santa Sé. O seu longo mandato, que durou dezenove anos, muito incomum para um representante diplomático da Santa Sé, viu o restabelecimento das relações diplomáticas com o Vaticano e mudanças importantes na Constituição mexicana de 1917, na qual os artigos anticlericais foram abolidos. Sua longa permanência, porém, gerou alguma polêmica entre a hierarquia e os leigos. Ele foi um oponente da Teologia da Libertação e reafirmou a primazia papal sobre a Igreja no México. Depois que o Arcebispo de Chihuahua, Adalberto Almeida y Merino, fechou todas as igrejas da sua arquidiocese em 20 de julho de 1986 para protestar contra a fraude eleitoral nas eleições políticas; Dom Prigione interveio para que a medida fosse retirada. O arcebispo cedeu depois que o cardeal Agostino Casaroli expressou reservas sobre a legitimidade canônica da medida. Este caso não deixou de suscitar polêmica, porque o arcebispo contou com o apoio de muitos fiéis da sua arquidiocese.
Dom Prigione também se reuniu com os irmãos Arellano Félix que lideravam a organização criminosa do Cartel de Tijuana. O assassinato do cardeal Juan Jesús Posadas Ocampo, ocorrido no Aeroporto Internacional de Guadalajara em 24 de maio de 1993, envolveu o próprio Dom Prigione. Entre os principais suspeitos do assassinato estavam os irmãos Arellano. Posteriormente, foi descoberto que os instigadores do assassinato foram na verdade Juan Francisco Murillo Díaz conhecido como "El Güero Jaibo" e Édgar Nicolás Villegas conhecido como "El Negro", outros membros proeminentes do Cartel de Tijuana. Ordenaram o assassinato do cardeal por sua luta incansável contra o tráfico de drogas. Entretanto, tanto clérigos protestantes como católicos apelaram publicamente à expulsão de Dom Prigione do México. Até o cardeal Ernesto Corripio y Ahumada, numa carta dirigida ao Papa João Paulo II em 15 de dezembro de 1993, denunciou o núncio como um homem de "atitudes arrogantes e de compromisso com grupos de poder e dinheiro". Também foi acusado de encobrir os delitos do fundador dos Legionários de Cristo, padre Marcial Maciel Degollado.
Em 2 de abril de 1997, o Papa João Paulo II aceitou a sua renúncia do cargo por ter atingido o limite de idade. Ele passou seus últimos anos em sua terra natal, Castellazzo Bormida, e até quase o fim foi ativo nas atividades da diocese local e facilmente acessível aos jornalistas. Foi também consultor da Pontifícia Comissão para a América Latina e membro da Congregação para a Evangelização dos Povos e do Pontifício Conselho Justiça e Paz. Em 3 de março de 2015 foi recebido em audiência pelo Papa Francisco.
Faleceu na casa de repouso "Orchidea", na via Don Giovanni Rizzanti, em Alessandria, onde se aposentou nos últimos meses, na noite de 27 de maio de 2016.